# Colonia Hohenau
Colonia Hohenau ist eine Streusiedlung im Departamento Santa Cruz im Tiefland des südamerikanischen Andenstaates Bolivien.

## Lage im Nahraum
Colonia Hohenau ist eine ländliche Ortschaft im Municipio Cuatro Cañadas in der Provinz Ñuflo de Chávez. Die Siedlung erstreckt sich auf einer Höhe von etwa 273 m in dem landwirtschaftlich intensiv genutzten Gebiet über eine Fläche von 148,2 Quadratkilometern und wird von 101 Familien bewohnt. Sie wurde im Jahr 1996 als Zusammenschluss verschiedener mennonitischer Kleingemeinden gegründet.

## Geographie
Colonia Hohenau liegt in der Region Chiquitania zwischen den Schwemmlandebenen des Río Piraí und des Río Grande im Westen und den Chiquitos-Hügelländern im Osten. Das Klima ist semihumid, die Temperaturen schwanken im Tagesverlauf und im Jahresverlauf nur unwesentlich.
Die Jahresdurchschnittstemperatur liegt bei 24 bis 25 °C, mit monatlichen Durchschnittstemperaturen zwischen knapp 27 °C im Dezember und Januar und unter 21 °C im Juni und Juli (siehe Klimadiagramm Pailón). Der Jahresniederschlag beträgt rund 950 mm, der Trockenzeit von Juli bis September steht eine ausgeprägte Feuchtezeit von November bis Februar gegenüber, in der die Monatswerte bis 140 mm erreichen.

## Verkehrsnetz
Colonia Hohenau liegt in einer Entfernung von 200 Straßenkilometern östlich von Santa Cruz, der Hauptstadt des Departamentos.
Von Santa Cruz aus führt die asphaltierte Nationalstraße Ruta 4/Ruta 9 in östlicher Richtung über Cotoca nach Puerto Pailas, überquert den Río Grande und teilt sich 14 Kilometer später in Pailón. Von hier aus führt die Ruta 4 auf 587 Kilometern über Cañada Larga, Tres Cruces, Pozo del Tigre und Tunas Nuevo nach San José de Chiquitos und weiter bis Puerto Suárez an der brasilianischen Grenze, die Ruta 9 führt 1175 Kilometer nach Norden bis Guayaramerín.
Fünfzehn Kilometer östlich von Tunas Nuevo zweigt von der Ruta 4 eine Nebenstraße in nördlicher Richtung ab und erreicht nach weiteren siebzehn Kilometern Colonia Hohenau.

## Bevölkerung
Die Einwohnerzahl der Siedlung ist in dem Jahrzehnt zwischen den beiden letzten Volkszählungen um etwa zwei Drittel angestiegen:
| Jahr | Einwohner         | Quelle       |
| ---- | ----------------- | ------------ |
| 1992 | keine Detaildaten | Volkszählung |
| 2001 | 336               | Volkszählung |
| 2012 | 548               | Volkszählung |
| 2024 |                   | Volkszählung |